# Det går fremad
Det går fremad er titlen på det første album med gruppen Tøsedrengene, som blev udsendt på LP i april 1979. Albummet er formentlig det første musikalbum med reggae-sange på det danske sprog.
Det var barndomsvennerne Klaus Kjellerup og Henrik Stanley Møller, der stiftede Tøsedrengene, og deres ide med gruppen var at lave reggae på dansk. Det er dog kun fire ud af de i alt 11 numre, der kan karakteriseres som reggae: "Svært at leve", "Her kommer jeg", "Aner aldrig hvor du ' henne" og salmen "En rose så jeg skyde".
De øvrige numre bærer præg af de orkestre, medlemmerne havde spillet med tidligere i 1970'erne, f.eks. de instrumentale fusionsorkestre Heavy Joker og Pakhus 1.
Ved udgivelsen bestod Tøsedrengene kun af fem mandlige medlemmer, dvs udover Stanley og Kjellerup af Michael Bruun, Aage Hagen og Jan Sivertsen. Der er tre forskellige forsangere på albummet: Kjellerup, Stanley og gæstesangeren Morten Langebæk. Albummet er produceret af Michael Bruun, og Klaus Kjellerup har arrangeret de fleste af numrene.
Albummet blev aldrig nogen succes. Det solgte et par tusinde eksemplarer, og i en af de få anmeldelser, albummet fik i 1979, hed det: "Hørte nogen braget, da Tøsedrengene ramte bunden?" 
Det går fremad blev optaget og mixet i Werner Studio og udgivet af selskabet PolyGram på plademærket Mercury. I 2006 blev albummet genoptrykt på CD som en del af boksen Tøsedrengene Komplet.

## Spor
Side A:
1. "Svært at leve" - (Kjellerup/Madsen) [3:37]
2. "Det går fremad" - (Bruun/Langebæk) [3:41]
3. "Følelser" - (Stanley) [3:40]
4. "En rose så jeg skyde" - (trad. arr. Kjellerup) [4:08]
5. "Et andet job" - (Kjellerup) [2:57]

Side B:
1. "Drømmen under dynen" - (Bruun/Mikkelsen) [3:31]
2. "Aner aldrig hvor du' henne" - (Kjellerup) [3:52]
3. "Ind og ud" - (Kjellerup) [2:04]
4. "Her kommer jeg" - (Stanley) [3:08]
5. "Fællesskab" - (Kjellerup) [2:54]
6. "Tjelly's Tjald" - (Kjellerup) [2:32]

## Musikere
- Henrik Stanley Møller (El-piano, vokal B4)
- Klaus Kjellerup (Bas, guitar, keyboards, vokal A1, A4, A5, B1, B2, B5)
- Michael Bruun (Guitar)
- Jan Sivertsen (Trommer)
- Aage Hagen (Flygel & keyboards)

## Gæster
- Morten Langebæk (vokal A2, A3, B3)
- Jens Haack (saxofon A4, B3, B4)
- Jørgen Lang (mundharpe A2)
- Lars Egede Jensen (kor A4)